# Denanke

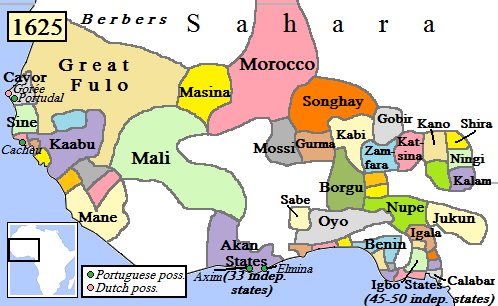
Westafrika 1625

Das Reich der Denanke, auch bekannt als  Reich der Denianke oder Reich von Groß-Fulo, war ein Königreich der Fula im heutigen Senegal.
1514 wurde das Reich durch Manga, den Begründer der Denanke-Dynastie, gegründet. Er bestimmte Tekrur zur Hauptstadt.
Die Fula von Denanke waren Anhänger einer traditionellen Religion. Sie waren ihren Nachbarn durch den Einsatz von Kavallerie überlegen. Sie führten Kriege gegen die Mandinka im Osten, die Wolof im Süden, das Mali-Reich und das Songhai-Reich.
1776 unterlag Denanke dem Abd-el-Kadr Toorodi, Almami von Futa Toro, was zur Herrschaft islamischer Fulbe in der Region führte.